# زیول
زیول (ترکی آذربایجانی: Zivel) یک منطقهٔ مسکونی در جمهوری آرتساخ است که در استان شاهومیان واقع شده‌است.